# Paládio (mestre dos ofícios)
Paládio (em latim: Palladius) foi um oficial romano do século IV, ativo durante o reinado do imperador Constâncio II (r. 337–361).

## Vida
Paládio era nativo de Antioquia. Em 350, como notário, entregou em Alexandria as ordens de Constâncio para proteger Atanásio de Alexandria. Em 351/354, serviu como mestre dos ofícios sob o césar Constâncio Galo. Aparentemente, Paládio estava na corte de Constâncio em 355. Em 361, ele foi julgado pelo Tribunal da Calcedônia e foi exilado à Britânia. Paládio recebeu do sofista Libânio as epístolas 418, 440, 450 (de 355) e talvez a 286 (de 361), porém talvez essa faça referência ao presidente homônimo. Ele também foi mencionado na epístola 435 (de 355).